# Pandanus crenifer
Pandanus crenifer är en enhjärtbladig växtart som beskrevs av Harold St.John. Pandanus crenifer ingår i släktet Pandanus och familjen Pandanaceae.
Artens utbredningsområde är Nya Kaledonien. Inga underarter finns listade.